# Noneto en fa mayor
El Noneto en fa mayor, op. 31 es una obra musical del compositor alemán Louis Spohr, una de las más conocidas de su autor. Está escrita para cuatro instrumentos de cuerda (violín, viola, violonchelo y contrabajo) y cinco instrumentos de viento (flauta, oboe, clarinete, fagot y trompa). 
Fue compuesto y estrenado en 1813, durante la estancia de Spohr en Viena, a petición de Johann Tost, que años antes había sido el primer violín de la orquesta de Haydn. Según explica Spohr en sus memorias, Tost quería que la música fuese escrita de tal forma que cada instrumento mostrase su carácter específico. El reto atrajo al compositor y fue el primero de su género, siendo el principal modelo para las obras análogas de Franz Lachner, Louise Farrenc, Josef Rheinberger, Bohuslav Martinů y Alois Hába. Más tarde, obras para nueve instrumentos fueron escritas por otros compositores, entre ellos Maurice Ravel y Anton Webern.
Spohr utiliza bien las muchas posibilidades tímbricas de la combinación de los todos los instrumentos. Como la mayoría de la música de Spohr, el Noneto es un producto característico de la temprana época romántica, con su organización formal y tonal con claridad clásica enriquecida por la armonía cromática que iba a florecer en un futuro inmediato con compositores como Franz Liszt o Richard Wagner.
El primer movimiento es una estructura de sonata sin introducción. El tema principal es presentado por el violín y repetido por los vientos. El dominio de Spohr se ve en los primeros compases en el juego de los instrumentos y la garantía del fraseo y la dirección armónica. El segundo tema, también iniciado por el violín, contiene figuras rítmicas que lo diferencian del movimiento suave de la melodía principal. Un desarrollo a gran escala y la reexposición completan el movimiento.
El segundo movimiento es un scherzo en re menor. La forma tradicional se amplió para incluir dos tríos: el primero es dominado por el violín, y el segundo por los vientos.
El adagio, recogido y atractivo, tiene un carácter más próximo al de un himno que a una pieza apasionada o expresiva. 
El movimiento final, brillante y ligero, recuerda a los episodios finales de las sinfonías de Haydn. 